# Dambuster Studios
Deep Silver Dambuster Studios Ltd. — британський розробник відеоігор зі штаб-квартирю в Ноттінгемі, Англія. Студія була створена компанією Deep Silver 30 липня 2014 року для розробки Homefront: The Revolution, права на яку вони викупили у Crytek.

## Історія
Dambuster Studios було засновано 30 липня 2014 року. Її попередник, Crytek UK (раніше відомий як Free Radical Design), був дочірньою компанією Crytek. У 2014 році Crytek пережила фінансову кризу і не змогла виплатити зарплату співробітникам своєї британської студії. У той час компанія працювала над Homefront: The Revolution, права на яку Crytek продали Deep Silver, а студію розробника змушені були ліквідувати. Більшість співробітників Crytek UK було переведено до новоствореної Dambuster Studios, заснованої спеціально для продовження розробки The Revolution. Dambuster Studios — третя власна дочірня компанія Deep Silver після Volition і Fishlabs. До серпня 2019 року Dambuster взяли на себе розробку Dead Island 2 від Sumo Digital, на той час маючи 140 співробітників.

## Розроблені відеоігри
| Дата випуску | Назва                     | Платформи                                                        | Примітки           | Дж.   |
| ------------ | ------------------------- | ---------------------------------------------------------------- | ------------------ | ----- |
| 2016         | Homefront: The Revolution | Windows, PlayStation 4, Xbox One                                 |                    | [ 7 ] |
| 2021         | Chorus                    | Windows, PlayStation 4, PlayStation 5, Xbox One, Xbox Series X/S | спільно з Fishlabs | [ 8 ] |
| 2023         | Dead Island 2             | Windows, PlayStation 4, PlayStation 5, Xbox One, Xbox Series X/S |                    | [ 9 ] |